# Gruppo di NGC 827
Il Gruppo di NGC 827 comprende tre galassie situate nelle costellazioni della Balena e dei Pesci.
La distanza media tra il centro di massa di questo gruppo e la nostra Via Lattea è di circa 154 milioni di anni luce (47,2 Mpc).

## Membri
Le tre galassie componenti il gruppo, indicate nell'articolo di Garcia del 1993, sono:
| Nome     | Costellazione | Classificazione | Tipo    | RA (J2000.0)  | DEC (J2000.0) | Velocità radiale (km/s) | Magnitudine apparente | Distanza (Mpc) | Dimensioni (kal) |
| -------- | ------------- | --------------- | ------- | ------------- | ------------- | ----------------------- | --------------------- | -------------- | ---------------- |
| NGC 827  | Balena        | S?              | Spirale | 02h 08m 56.2s | 07° 58′ 17″   | 3458 ± 5                | 12,8                  | 47,2 ± 3,3     | 128              |
| UGC 1572 | Pesci         | S?              | Spirale | 02h 04m 43.8s | 08° 32′ 35″   | 3509 ± 1                | 13,18                 | 47,8 ± 3,4     | 78               |
| UGC 1663 | Balena        | Scd?            | Spirale | 02h 10m 08.9s | 07° 38′ 45″   | 3435 ± 3                | 13,19                 | 46,7 ± 3,3     | 113              |

Il sito DeepskyLog permette di trovare agevolmente le costellazioni in cui si trovano le galassie; in alternativa si possono utilizzare le coordinate delle galassie per individuarle. Se non altrimenti indicato, le coordinate sono quelle fornite dal sito NASA/IPAC (National Aeronautics and Space Administration / Infrared Processing and Analysis Center).